# Thới Hòa (Bình Dương)
Thới Hòa is een xã van huyện Bến Cát, een huyện in de provincie Bình Dương.
Thới Hòa ligt op de oosatelijke oever van de Thị Tính in het zuiden van het district en grenst in het noorden aan thị trấn Mỹ Phước, de hoofdplaats van het district. De afstand tot het centrum van Ho Chi Minhstad bedraagt ongeveer 35 kilometer.
De oppervlakte van Thới Hòa bedraagt ongeveer 38,71 km². Thới Hòa heeft 9382 inwoners.